# Rick J. Jordan
Hendrik Stedler más conocido como Rick J. Jordan (Hannover, Alemania; 1 de enero de 1968) es un miembro del grupo de techno alemán, Scooter.
Jordan aprendió a tocar el piano a los cinco años, y completó sus estudios como un mezclador de sonido. Actualmente es responsable de los aspectos de diseño de sonido y los elementos melódicos de la producción de Scooter. 
Vive en Hamburgo. Rick está casado con Nikk, con quien tiene una hija. Ella es miembro del personal de la cantante de la banda y fundador de la banda Crown of Creation de Hannover y que también realiza ocasionalmente con su voz natural aguda para Scooter, tanto en el escenario y algunas canciones como Jigga Jigga, Nessaja o Friends. Tuvieron una hija nacida el 21 de agosto de 2007 llamada Keira.
Antes de Scooter, Rick fundó la banda Celebrate the Nun, junto con H. P. Baxxter.
Abandona Scooter en 2014.

## Literatura
- Matthias Blazek: Das niedersächsische Bandkompendium 1963–2003 – Daten und Fakten von 100 Rockgruppen aus Niedersachsen. Celle 2006 ISBN 978-3-00-018947-0